# International Valuation Standards Committee
Die zentrale Aufgabe des International Valuation Standards Council (IVSC) ist die Entwicklung und Veröffentlichung von international anerkannten Bewertungsstandards und die Formulierung von Verfahrensanweisungen bei der Durchführung von Bewertungen von Vermögensgegenständen jeglicher Art für Zwecke der Rechnungslegung.
Das zweite Ziel ist die Harmonisierung von Bewertungsstandards unterschiedlicher Länder und gegebenenfalls die Bekanntmachung von Unterschieden innerhalb der Bewertungsstandards von einzelnen Organisationen. Derzeit besteht keine gesetzliche Pflicht, den Empfehlungen des IVSC zu folgen.
Die Organisation wurde 1981 gegründet. Inzwischen sind über 50 Länder im IVSC repräsentiert. Das IVSC wurde 2004 in den USA als „not-for-profit-Organisation“ eingetragen; die operativ tätige Verwaltung sitzt in London.
Das IVSC ist ein Mitglied der Vereinten Nationen. Es arbeitet zusammen mit internationalen Organisationen wie der OECD, der Weltbank, dem Internationalen Währungsfonds, der WHO, der Europäischen Kommission, der BIZ, der IFAC und dem IASB.
DasInternational Valuation Standards Committee gibt seit 1985 die International Valuation Standards (IVS) heraus. Im Jahr 2007 wurde die 8. Auflage veröffentlicht. Die Standards beinhalten Grundsätze zur Bewertung von Grundbesitz, technischen Anlagen, Unternehmen, immateriellen Vermögensgegenständen und Grundbesitz in der Rohstoffindustrie. Der neueste IVS 2017 Standard wurde im Januar 2017 verlautbart und ist seit 1. Juli 2017 gültig.
Deutsche Mitglieder des IVSC sind der Verband Deutscher Pfandbriefbanken, der Bundesverband der Immobilien-Investment-Sachverständigen e. V. (BIIS) und die European Association of Certified Valuators and Analysts (EACVA).
Das IVSC plant eine grundsätzliche Restrukturierung der eigenen Aktivitäten. Hierzu wurde im Januar 2007 ein umfangreiches Restrukturierungskonzept zur öffentlichen Diskussion veröffentlicht. Für den Restrukturierungsprozess ist ein ambitionierter Zeitplan vorgesehen.